# Beware of the Bride
Beware of the Bride è un film muto del 1920 diretto da Howard M. Mitchell. La sceneggiatura di Joseph Franklin Poland si basa sull'omonimo racconto di Edgar Franklin (pseudonimo di Edgar Franklin Stearns) pubblicato a puntate su Argosy Magazine dal 21 aprile al 17 luglio 1920.

## Trama
La luna di miele di Mary Emerson viene continuamente interrotta dagli impegni di lavoro di suo marito Billy. Così, quando Billy viene incaricato dalla sua azienda di partire per l'Europa, Mary si reca a casa dei genitori per salutarli prima del viaggio. Ma non trova nessuno e, avendo qualche ora di tempo prima della partenza del treno che dovrà riportarla a New York, accetta l'invito di un amico che, per farle passare il tempo, le propone di intervenire a un ballo in maschera. Alla festa, Mary viene riconosciuta dal cugino Horace, che si scandalizza per l'assenza di Billy. Tutto comunque finirà per il meglio con l'arrivo inaspettato di Billy.

## Produzione
Il film fu prodotto dalla Fox Film Corporation.

## Distribuzione
Il copyright del film, richiesto dalla Fox Film Corp., fu registrato il 17 ottobre 1920 con il numero LP15721.

Distribuito dalla Fox Film Corporation, il film uscì nelle sale cinematografiche statunitensi nell'ottobre 1920.
Non si conoscono copie ancora esistenti della pellicola che viene considerata presumibilmente perduta.